# ويبستر سبرينغز (فيرجينيا الغربية)
ويبستر سبرينغز (بالإنجليزية: Webster Springs, West Virginia) هي بلدة تقع بولاية فيرجينيا الغربية في الولايات المتحدة. تأسست عام Fort Lick in 1860، تبلغ مساحتها 1.22 (كم²)، وترتفع عن سطح البحر 445 م، بلغ عدد سكانها 776 نسمة في عام 2010 حسب إحصاء مكتب تعداد الولايات المتحدة وتصل الكثافة السكانية فيها 665.8 نسمة/كم2.

## التركيبة السكانية
قام مكتب تعداد الولايات المتحدة بتحديد بيانات التركيبة السكانية لويبستر سبرينغز في تعداد الولايات المتحدة. في ما يلي، التركيبة السكانية حسب تعدادي 2000 و2010.

### تعداد عام 2000
بلغ عدد سكان ويبستر غروفز 23,230 نسمة بحسب تعداد عام 2000، وبلغ عدد الأسر 9,498 أسرة وعدد العائلات 6,145 عائلة مقيمة في المدينة.
وتوزع التركيب العرقي للمدينة بنسبة 90.87% من البيض و 0.17% من الأمريكيين الأصليين و 1.21% من الأمريكيين ذوي الأصول الآسيوية و 0.01% من سكان جزر المحيط الهادئ و 6.38% من الأمريكيين الأفارقة و 1.05% من عرقين مختلطين أو أكثر.
بلغ عدد الأسر 9,498 أسرة كانت نسبة 31.0% منها لديها أطفال تحت سن الثامنة عشر تعيش معهم، وبلغت نسبة الأزواج القاطنين مع بعضهم البعض 53.9% من أصل المجموع الكلي للأسر، ونسبة 9.0% من الأسر كان لديها معيلات من الإناث دون وجود شريك، وكانت نسبة 35.3% من غير العائلات. تألفت نسبة 30.6% من أصل جميع الأسر من أفراد ونسبة 15.4% كانوا يعيش معهم شخص وحيد يبلغ من العمر 65 عاماً فما فوق. وبلغ متوسط حجم الأسرة المعيشية 3.03، أما متوسط حجم العائلات فبلغ 2.39.
بلغ العمر الوسطي للسكان 40 عاماً. وكانت نسبة 7.4% بين الثامنة عشر والأربعة وعشرون عاماً، ونسبة 26.7% كانت واقعةً في الفئة العمرية ما بين الخامسة والعشرون حتى والأربعة وأربعون عاماً، ونسبة 23.7% كانت ما بين الخامسة والأربعون حتى الرابعة والستون، ونسبة 17.3% كانت ضمن فئة الخامسة والستون عاماً فما فوق. يوجد لكل 100 أنثى 84.8 ذكر، ويوجد لكل 100 أنثى في الثامنة عشر من عمرها فما فوق 79.4 ذكر.
وكان متوسط دخل الذكور 57,801 دولار مقابل 38,506 دولار للإناث. وسجل دخل الفرد الخاص بالمدينة 31,327 دولار.

### تعداد عام 2010
بلغ عدد سكان ويبستر سبرينغز 776 نسمة بحسب تعداد عام 2010، وبلغ عدد الأسر 363 أسرة وعدد العائلات 211 عائلة مقيمة في البلدة. في حين سجلت الكثافة السكانية 1,724.4 نسمة لكل ميل مربع (665.8/كم2). وبلغ عدد الوحدات السكنية 447 وحدة بمتوسط كثافة قدره 993.3 لكل ميل مربع (383.5/كم2).
وتوزع التركيب العرقي للبلدة بنسبة 99.2% من البيض و 0.1% من الأمريكيين الأصليين و 0.1% من الأمريكيين الأفارقة و 0.5% من عرقين مختلطين أو أكثر.
بلغ عدد الأسر 363 أسرة كانت نسبة 27.0% منها لديها أطفال تحت سن الثامنة عشر تعيش معهم، وبلغت نسبة الأزواج القاطنين مع بعضهم البعض 40.8% من أصل المجموع الكلي للأسر، ونسبة 13.2% من الأسر كان لديها معيلات من الإناث دون وجود شريك، بينما كانت نسبة 4.1% من الأسر لديها معيلون من الذكور دون وجود شريكة وكانت نسبة 41.9% من غير العائلات. وبلغ متوسط حجم الأسرة المعيشية 2.77، أما متوسط حجم العائلات فبلغ 2.14.
بلغ العمر الوسطي للسكان 45.3 عاماً. وكانت نسبة 20.6% من القاطنين تحت سن الثامنة عشر، وكانت نسبة 7.1% بين الثامنة عشر والأربعة وعشرون عاماً، ونسبة 22.3% كانت واقعةً في الفئة العمرية ما بين الخامسة والعشرون حتى والأربعة وأربعون عاماً، ونسبة 32% كانت ما بين الخامسة والأربعون حتى الرابعة والستون، ونسبة 18% كانت ضمن فئة الخامسة والستون عاماً فما فوق. وتوزع التركيب الجنسي للسكان بنسبة 47.8% ذكور و52.2% إناث.

## وصلات خارجية
- WebsterWV.com
- The US50 - Cities and Towns in West Virginia State
- West Virginia Cities and Towns, Facts, Map, Flag, Colleges, Government, and More